# Pacià Ross i Bosch
Pacià Ross i Bosch (Sarrià, ca. 1851 - Barcelona, 29 d'abril de 1916) va ser un dibuixant, pintor i il·lustrador carlista català. Va ser director artístic de la revista de temàtica carlista militar El Estandarte Real (1889-1892), fundada per Francesc de Paula Oller, i de la revista catòlica il·lustrada La Hormiga de Oro (1884-1936), fundada per Lluís Maria de Llauder i de Dalmases, dirigent de la Comunió Tradicionalista a Catalunya, de qui era gran amic. També va col·laborar amb els seus dibuixos en La Ilustración Española y Americana, La Ilustració Catalana i el Calendari de l'Ermità, entre d'altres.

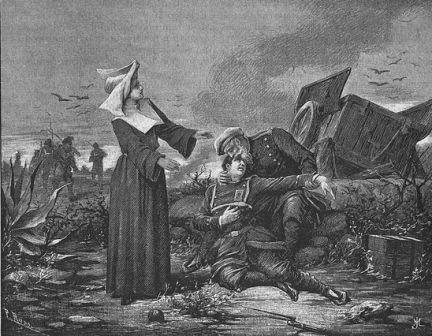
Un màrtir per la Unitat Catòlica, dibuix de Pacià Ross (1889).